# Doamna și unicornul

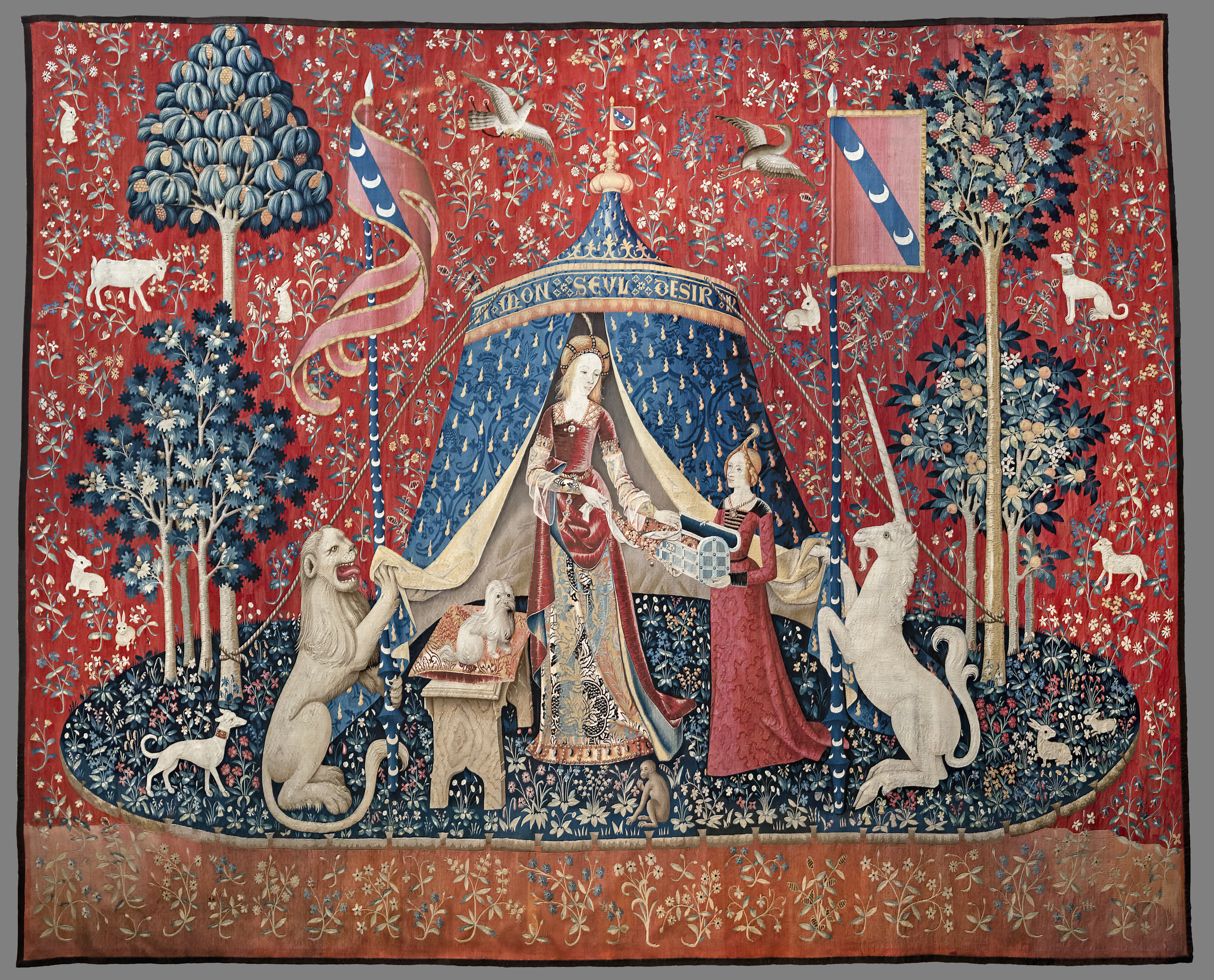
Doamna și unicornul: À mon seul désir (Musée national du Moyen Âge, Paris)

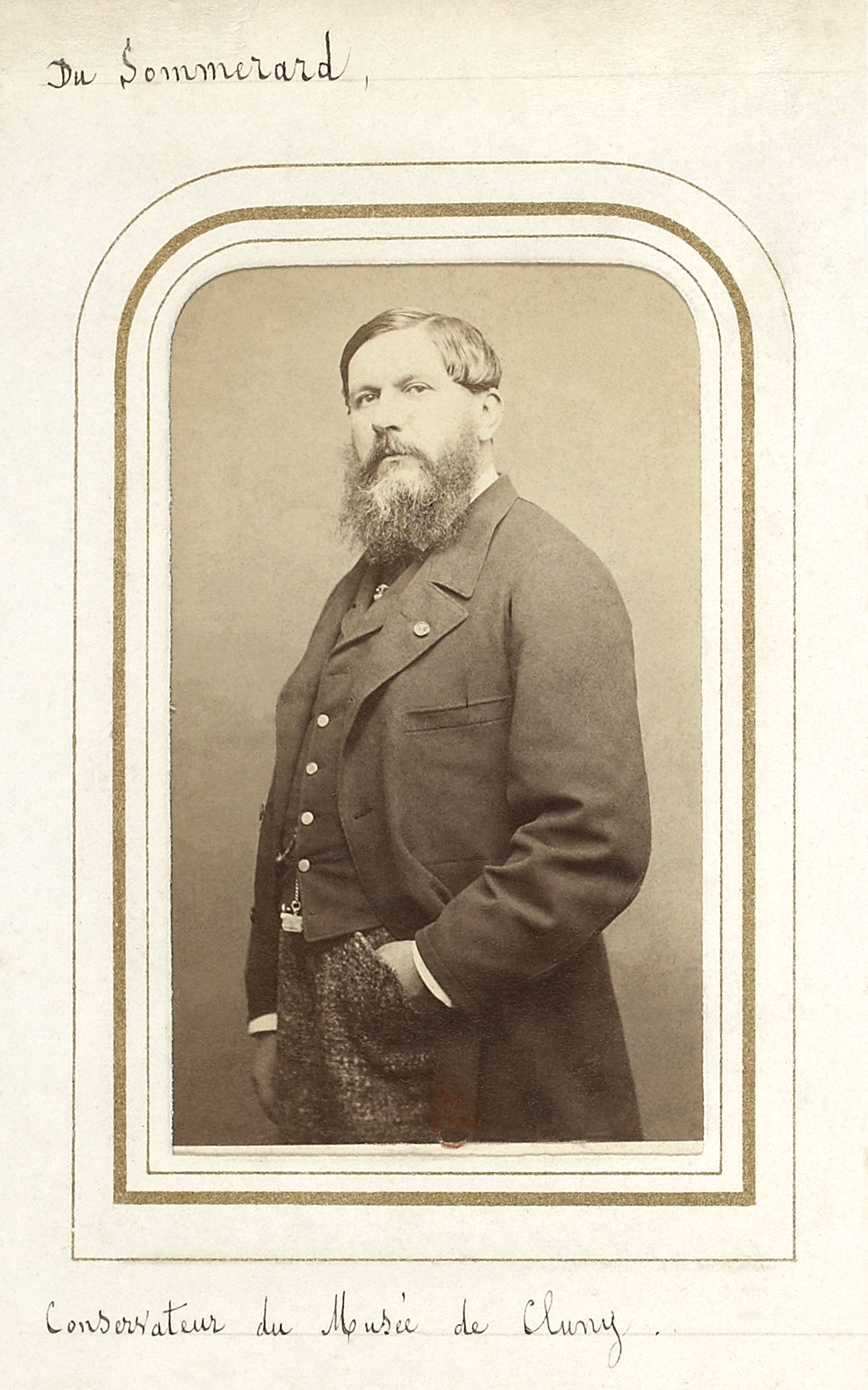
Edmond du Sommerard, custode la Musée de Cluny, care a cumpărat tapiseriile

Doamna și unicornul (în franceză La Dame à la licorne) este  titlul modern dat  seriei de șase tapiserii țesute în Flandra din lână și mătase, după modele desenate la Paris în jurul anului 1500. Acest set de 6 tapiserii, expus în Musée national du Moyen Âge (fostul Musée de Cluny) din Paris, este adesea considerat unul dintre cele mai importante opere de artă din Evul mediu din Europa.
Cinci dintre tapiserii sunt de obicei interpretate ca reprezentând cele cinci simțuri – gust, auz, văz, miros și pipăit. Cea de-a șasea afișează cuvintele „À mon seul désir”.  Sensul tapiseriei este obscur, dar a fost interpretat ca reprezentând dragoste sau înțelegere. Fiecare dintre cele șase tapiserii descrie o nobilă doamnă cu un unicorn la stânga ei și un leu la dreapta; unele includ o maimuță în scenă. Fanioanele, precum și scuturile de Unicorn și Leu din tapiserie poartă armele sponsorului, Jean Le Viste, un  nobil influent de la curtea regelui Carol al VII-lea. Cu toate acestea, un studiu heraldic pare a da crezare unei alte ipoteze – respinsă anterior – că adevăratul sponsor al tapiseriei ar fi Antoine II Le Viste (1470-1534), un descendent al ramurii mai tinere a familiei Le Viste și o figură importantă la curțile lui Carol al VIII-lea, Ludovic al XII-lea și Francisc I.
Tapiseriile sunt create în stilul de mille-fleurs (mii de flori).
Tapiseriile au fost redescoperite în anul 1841 de Prosper Mérimée, în castelul din Boussac  (deținut la data aceea de subprefectul regiunii Creuse), unde au suferit daune din cauza condițiilor de depozitare. În 1844 scriitoarea George Sand le-a văzut și a adus în atenția publică tapiseriile în lucrările ei (mai ales în romanul Jeanne), în care le-a datat ca fiind de la sfârșitul secolului al XV-lea, pe baza costumelor doamnelor. Cu toate acestea, artefactele au continuat să fie amenințate de igrasie și mucegai până în 1863, când au fost aduse la Thermes de Cluny din Paris. Conservarea atentă le-a restaurat foarte aproape la fosta lor glorie. 

## Tapiseriile
În primele cinci tapiserii, unul sau mai multe animale sunt reprezentate împreună cu doamna, ilustrând simțul respectiv. În Văzul unicornul este descris privindu-se într-o oglindă ținută de doamnă. Probabil toate animalele pot auzi sunetele muzicii cântate de femei în tapiseria Auzul. În Gustul o maimuță mănâncă o bomboană iar doamna ia ceva dulce din castronul ținut de servitoare. În Mirosul maimuța miroase o floare în timp ce doamna împletește o coroană de flori. În tapiseria Pipăitul mâna doamnei atinge cornul unicornului. În tapiseria finală doar cele două femei sunt implicate în manipularea colierului, în timp ce animalele par să privească de la distanță. Cortul albastru din ultima tapiserie servește pentru a separa figurile umane de unicorn cu însușirile sale mitice. În toate tapiseriile cu excepția Mirosului un șoim vânează o altă pasăre. În cea de-a șasea tapiserie acest lucru se întâmplă în afara cortului și ar putea reprezenta vânătoarea ca o altă trăsătură sau înclinație partajată între oameni și animale.
Interpretarea oamenilor ca singurii care valorifică obiecte materiale leagă laolaltă reprezentările individuale ale celor șase tapiserii și duce la concluzia că, în timp ce oamenii pot trăi alături de animale în lumea mitică și în lumea naturală (care în evul mediu erau considerate ca fiind același lucru), acestea rămân separate, chiar dacă nu în totalitate, din cauza dorințelor lor unice.

### Pipăitul
Doamna atinge cu o mână cornul unicornului și cu cealaltă ridică drapelul. Leul stă la o parte și se uită.

### Gustul
Doamna servește dulciuri dintr-o farturie ținută de o servitoare. Ochii ei privesc un papagal așezat pe mâna ei stângă. Leul și unicornul sunt amândoi pe picioarele din spate, ajungând până la faldurile cortului. Maimuța așezată la picioarele ei mănâncă dulciuri.

### Mirosul
Doamna este așezată, împletind o coroană de flori. Servitoarea ei ține la îndemână un coș de flori. Din nou, leul și inorogul o încadrează pe doamnă în timp ce țin faldurile cortului. Maimuța a furat o floare pe care o miroase, oferind o cheie pentru alegorie.

### Auzul
Doamna cântă la o orgă portabilă așezată pe o masă acoperită cu un covor oriental. Servitoarea ei stă în partea opusă și manevrează burduful. Leul și inorogul din nou încadrează scena, ținând drapele. La fel ca în toate celelalte tapiserii, unicornul este la stânga și leul la dreapta ei – un numitor comun pentru toate tapiseriile.

### Văzul
Unicornul este descris privindu-se într-o oglindă ținută de doamnă.

### À mon seul désir
În seria tapiseriilor Doamna cu Unicorn este general acceptat faptul că primele cinci tapiserii reprezintă cele cinci simțuri: văz, auz, gust, miros și pipăit. Interpretarea celei de a șasea tapiserii, À Mon Seul Désir, rămâne incertă.
O altă propunere sugerează că expresia à mon seul désir se traduce ca unica dorință, în sensul că oamenii sunt singura specie care dorește bunuri materiale, chiar dacă ea împarte cele cinci simțuri cu animalele. În scena descrisă în ultima tapiserie, nu este clar dacă doamna scotea colierul din cutia ținută de servitoare sau îl punea în sipet, dar această distincție nu este importantă. Ideea este că ea prețuiește colierul de aur.

## În cultura populară
- Tapiseriile sunt descrise în detaliu de Rainer Maria Rilke in nuvela Caietele lui Malte Laurids Brigge.
- Doamna si Unicornul este titlul unui  album de folk din 1970, al  chitaristul John Renbourn, care cuprinde acorduri de muzică veche. Coperta reproduce tapiseria À Mon Seul Désir.
- Aceste tapiserii sunt descrise în romanul Doamna si Unicornul de Tracy Chevalier.
- Mai multe tapiserii pot fi văzute pe pereții Camerei Cercetașilor din seria de filme  Harry Potter.
- Cele șase tapiserii au inspirat cele șase mișcări din concerul pentru clarinet D'om le Vrai Sens de Kaija Saariah; titlul este o anagramă a O mon seul désir.
- Tapiseriile sunt prezente în romanul Mobile Suit Gundam Unicorn și în adaptările sale.
- Una dintre tapiserii poate fi găsită în Muzeul Crune în jocul Broken Sword: The Shadow of the Templars.
- Tapiseria Văzul se află pe coperta albumului de muzică veche Dragostea e o iluzie.

## Galerie

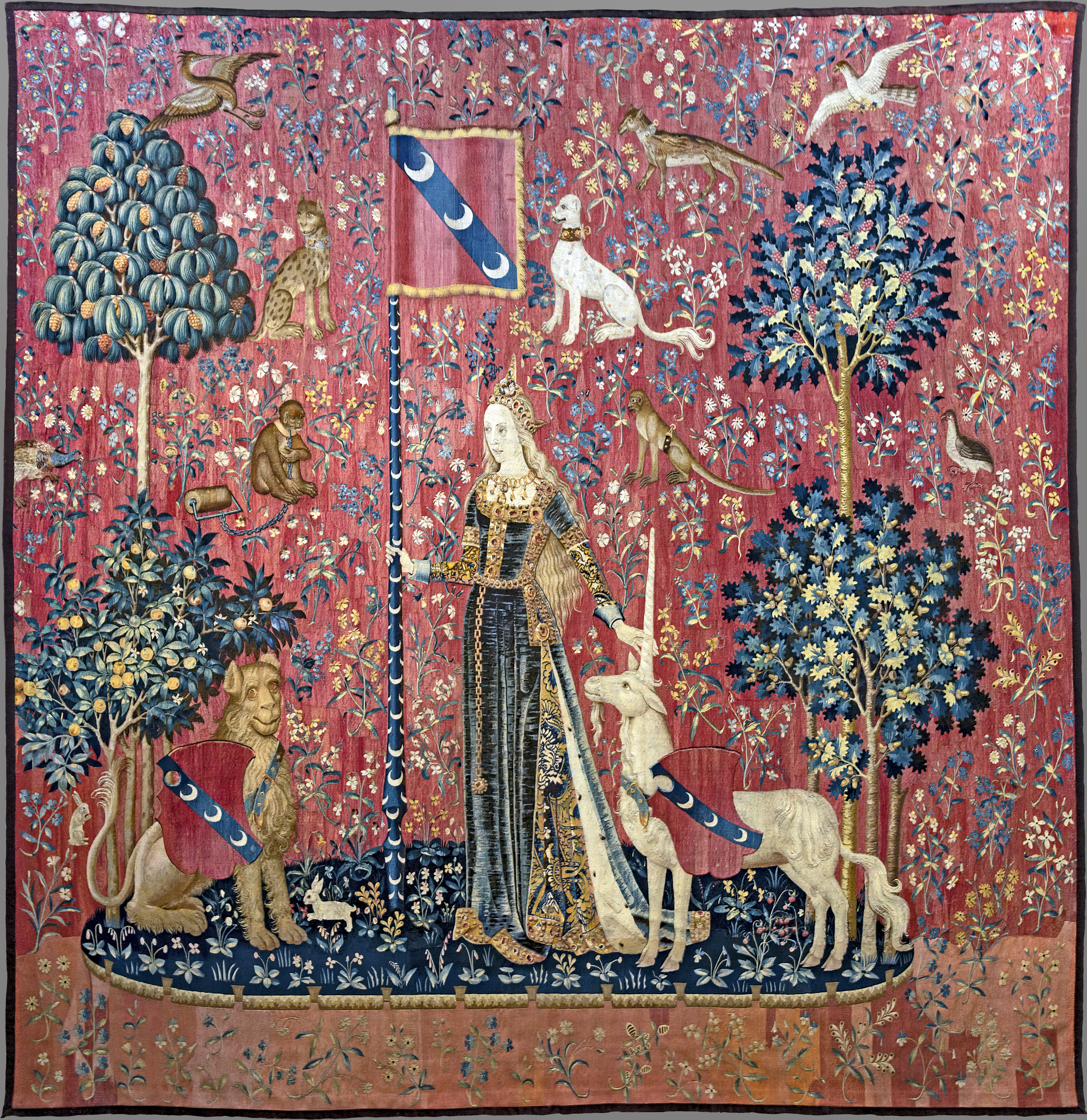
Pipăitul – 3.15 m x 3.58 m (12 ft 14 x 11 ft 9 in)
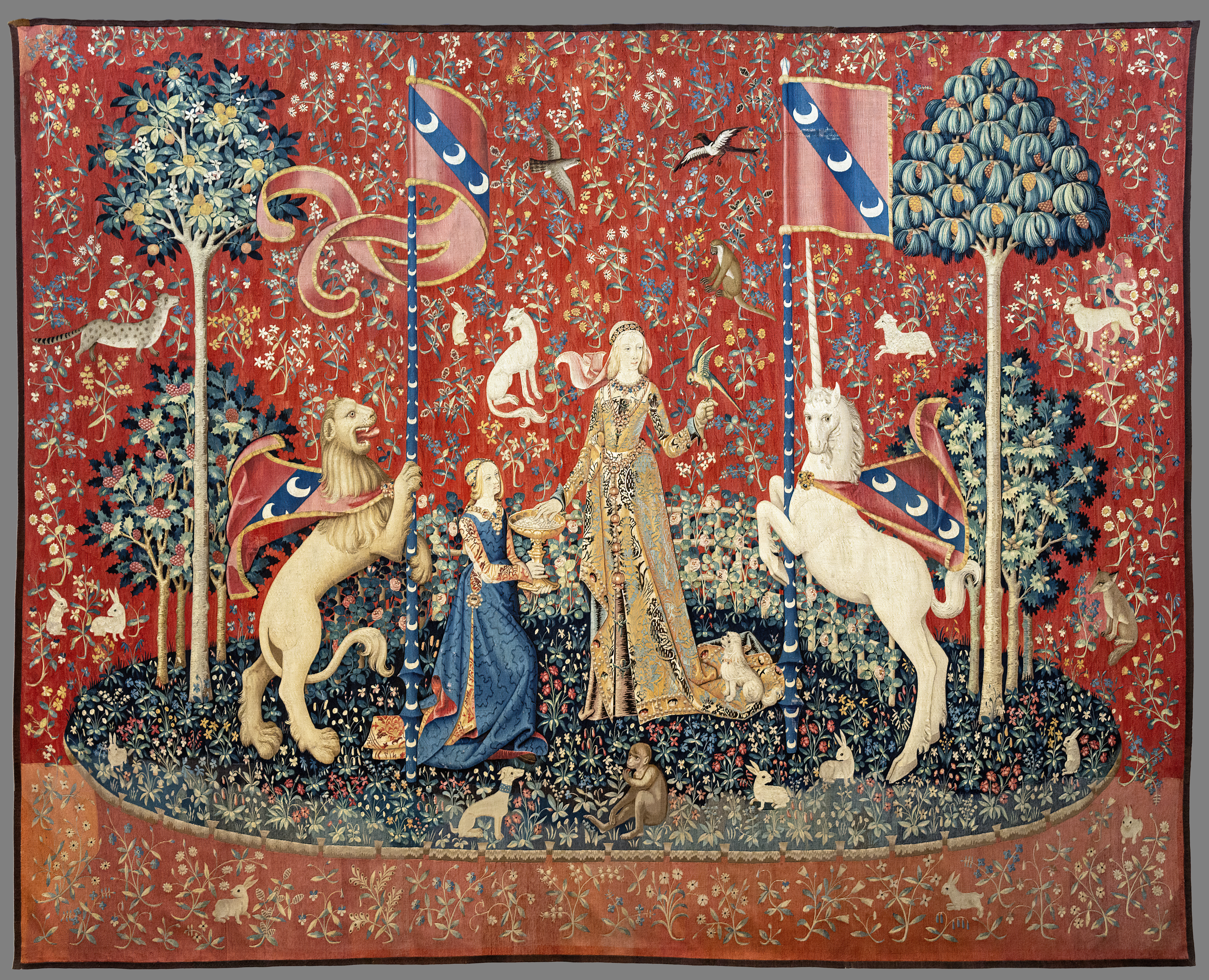
Gustul – 3,75 m x 4,60 m (12 ft 4 x 15 ft 1 in)
Mirosul – 3.67 m x 3.22 m (11 ft 11 x 10 ft 7 in)
Auzul – 3.70 m x 2,90 m (12 ft 2 in x 9 ft 6 in)
Văzul – 3.10 m x 3,30 m (10 ft 2 x 10 ft 10 in)
„À Mon Seul Désir” – 3.80 m x 4.64 m (12 ft 4 in x 14 ft 10 in)
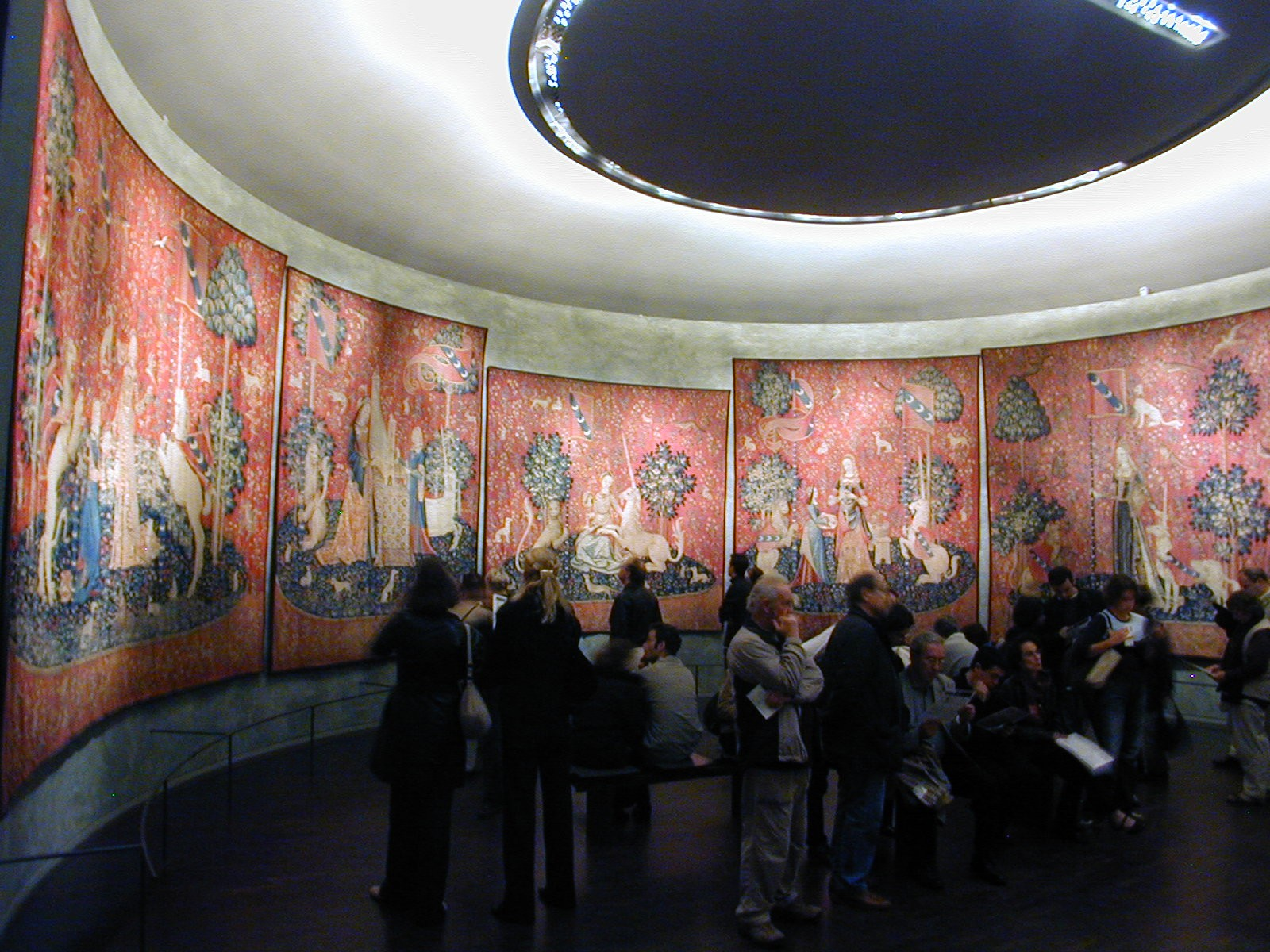
La Dame à la licorne la Musée national du Moyen Âge (fostul Musée de Cluny)